# Släpljus

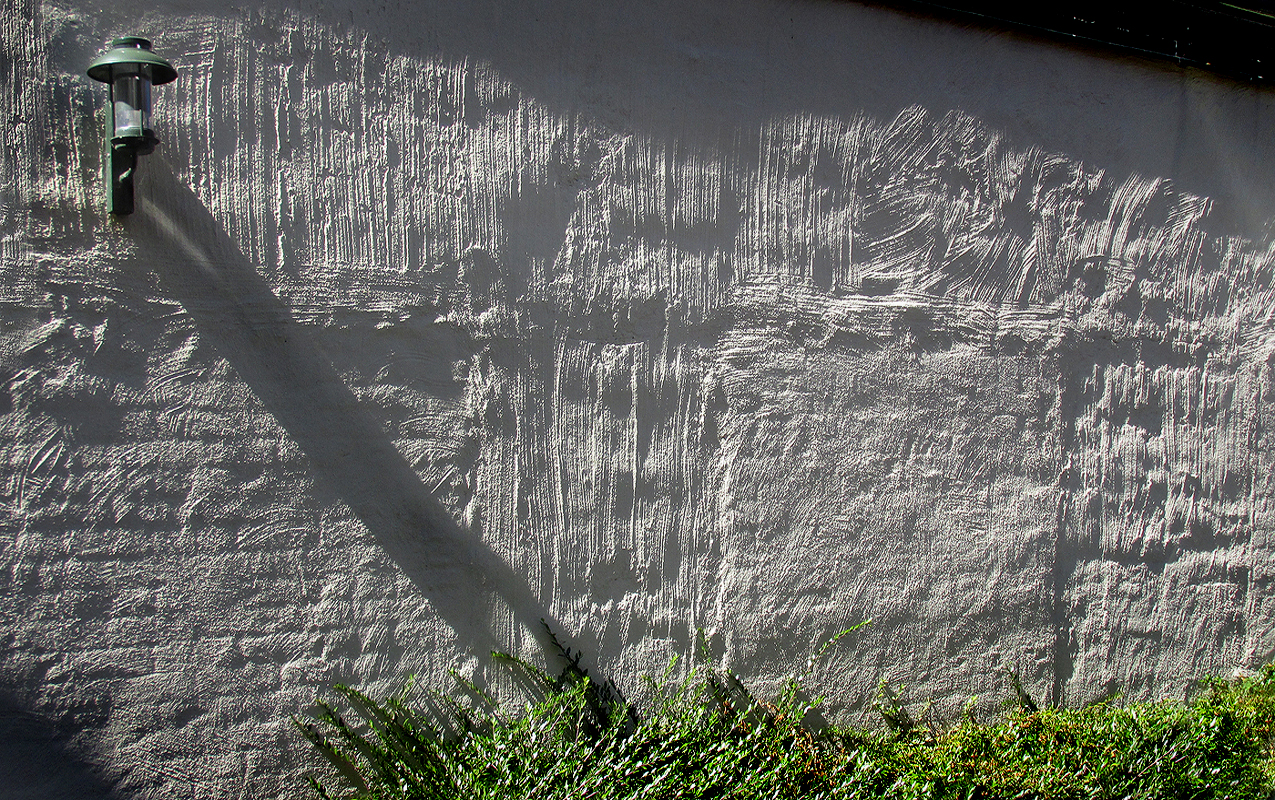
En i släpljus belyst vägg, ger ett reliefliknande intryck.

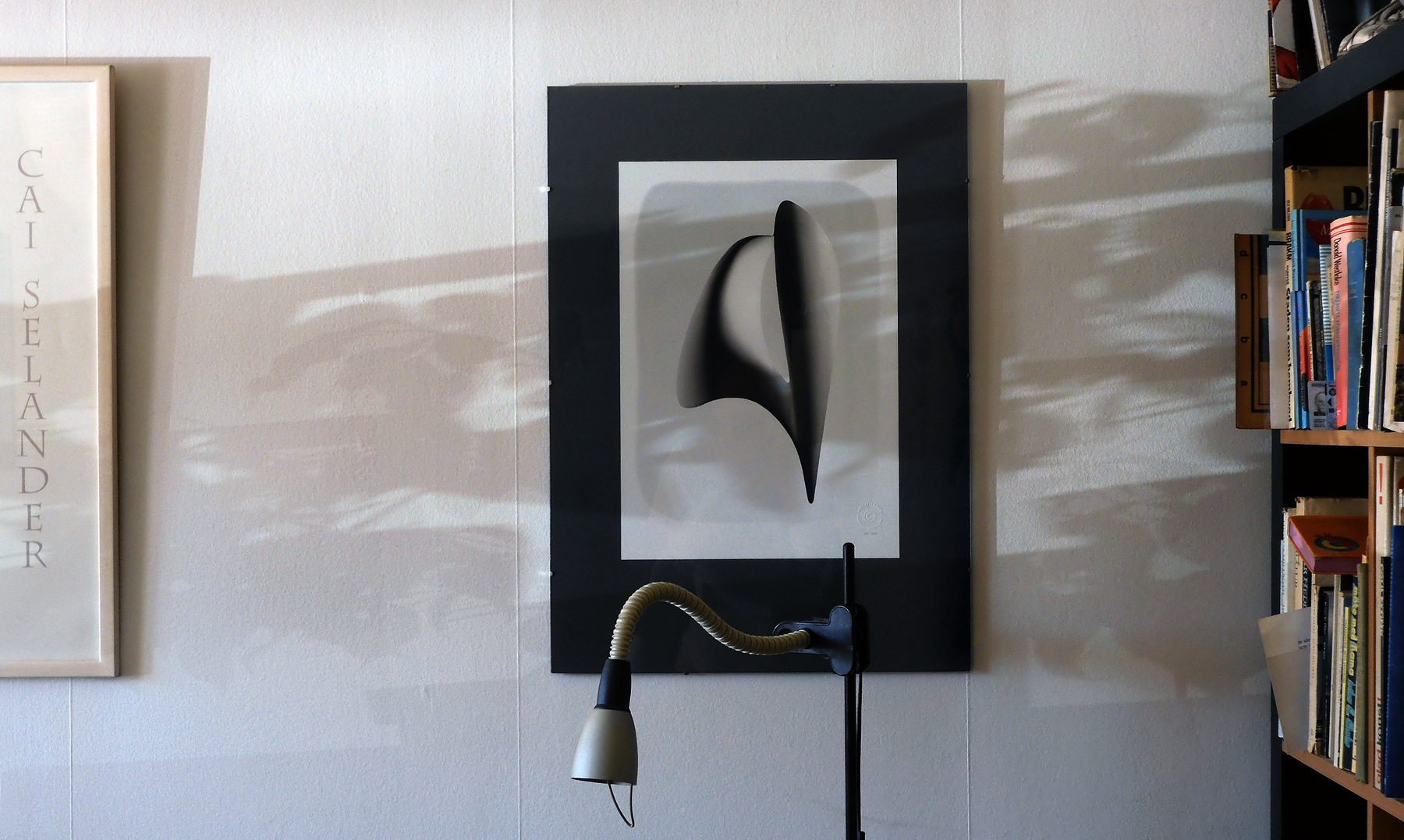
Solljus i snäv vinkel, blommor i fönstret ger långa skuggor på en innervägg.

Släpljus är benämningen på en typ av ljussättning. En ljuskälla som med mycket låg vinkel belyser ett objekt, skapar de för släpljus så karakteristiskt långa skuggorna, ju mindre ljusets vinkeln är mot objektet, desto längre blir skuggan. 
Konservatorer använder sig av släpljus, för att  tydligt se Impasto, ytstrukturen på en målning. I vissa fall kan släpljus även avslöja pentimenti, förändringar i en konstnärs teknik och avsikt.
Vid granskning av väggmålningar i släpljus, kan olika ytliga försämringsfenomen som saltutslag och mikrokrackelering ses.
Släpljus kan användas för att tydligare visa upp hällristningar.